# Giorgio Antonucci
Giorgio Antonucci (24. února 1933 Lucca – 18. listopadu 2017 Florencie) byl italský lékař, známý zpochybňováním základů psychiatrie.

## Životopis
V roce 1963 Antonucci studoval psychoanalýzu s Robertem Assagiolim, zakladatelem konceptu tzv. psychosyntézy, a začal se věnovat psychiatrii snaže se řešit problémy pacientů a vyhnout se přitom hospitalizaci a jakýmkoliv donucovacím metodám. V roce 1968 pracoval v Cividale del Friuli, v oddělení městské nemocnice, která byla otevřena jako alternativa k psychiatrické léčebně.
V roce 1969 pracoval v psychiatrické léčebně v Gorizia, vedené Francem Basagliem. Od roku 1970 do roku 1972 vedl centrum duševní hygieny ve městě Castelnuovo nei Monti v provincii Reggio Emilia. Od roku 1973 do roku 1996 pracoval v Imole na zrušení psychiatrických léčeben Osservanza a Luigi Lolli. Během zemětřesení, které zasáhlo Sicílii v roce 1968 pracoval jako lékař u jednotky civilní ochrany města Florencie. V době jeho smrti v roce 2017 Antonucci žil ve Florencii a spolupracoval s italskou pobočkou Občanské Komise pro Lidská Práva, s Centro di Relazioni Umane a s Radicali Italiani.

## Myšlenky o psychiatrii
Dacia Maraini: "Co se týče tzv. šílených osob, co tato nová metoda znamená?"
Giorgio Antonucci: "Pro mě to znamená, že neexistují duševně choří lidé a že psychiatrie jako obor musí být zcela odstraněna."
Ve svých spisech Antonucci potvrdil, že teoreticky je blízko k humanisticko-existenciální perspektivě Carla Rogerse, k přístupům zaměřeným na kritiku psychiatrie (Erving Goffman, R. D. Laing, David Cooper a Thomas Szasz) a ke kritice psychiatrické instituce Franca Basaglia.
Szasz potvrdil, že souhlasí s Antonuccim na pojmu "osoba" o tzv. psychiatrických pacientech: jsou, stejně jako my, osoby ve všech ohledech, které mohou být posuzovány emocionálně a v jejich "lidských stavech"; "duševní nemoc" nedělá z pacienta "méně člověka", a není potřeba dovolávat se psychiatra, aby mu "vrátil zpět lidskost".
Je zakladatelem ne-psychiatrického přístupu k duševnímu utrpení, které je založeno na následujících tezích:
1. Nedobrovolný závazek nemůže být vědecký a lékařský přístup k utrpení, protože je založen na násilí proti pacientově vůli.
2. Etika dialogu nahrazuje etiku nátlaku. Dialog nemůže probíhat, pokud jedinci nevnímají sami sebe jako osoby, které se nacházejí v konfrontaci "rovný s rovným".
3. Diagnóza je odmítnuta jakožto psychiatrický předsudek, které brání provedení skutečné duševní práce ke zmírnění utrpení lidí, vzhledem k rozporu přirozenosti a svědomí a vzhledem k rozporu společnosti a konfliktům společného soužití.
4. Psychoaktivní drogy mají za cíl uklidnit, zdrogovat pacienta s cílem zlepšit životní podmínky lidí, kteří se o něj starají. Všechny další metody, které poškozují pacienta jsou odmítány, od lobotomie přes kastraci (navrhována některými také v Itálii s odkazem na sexuálně trestné činy) po jakýkoliv typ šoku.
5. Abychom mohli kritizovat instituce, musíme zvážit rovněž myšlenky, které je stvořily.

Antonucci předpokládal, že "podstata psychiatrie spočívá v ideologii diskriminace".

## Giorgio Antonucci a Thomas Szasz
"Italská psychiatrie byla nesmírně obohacena Giorgiem Antonuccim. Je možné ho považovat za dobrého psychiatra (ať už to slovo znamená cokoliv): a to je pravda. Je také možné ho považovat za dobrého anti-psychiatra (ať už to slovo znamená cokoliv): a to je stejně jisté. Já preferuji považovat ho za úctyhodného člověka, který klade respekt k tzv. bláznovi výše respektu k profesi. Za to mu posílám své pozdravy." -Thomas Szasz

## Ocenění
Dne 26. února 2005 Antonucci obdržel v Los Angeles oceněníThomase Szasze .

## Dílo
- I pregiudizi e la conoscenza critica alla psichiatria (preface by Thomas S. Szasz), ed. Coop. Apache - 1986
- Psichiatria ieri ed oggi, Enciclopedia Atlantica (European Book, Milano) - 1989
- Il pregiudizio psichiatrico, Eleuthera - 1989 ISBN 88-85861-10-5
- La nave del paradiso, Spirali - 1990 ISBN 88-7770-296-6
- Freud e la psichiatria, Enciclopedia Atlantica, European Book, Milano - 1990
- Aggressività Composizione in tre tempi in Uomini e lupi, Edizioni Eleuthera - 1990 ISSN 0392-5013
- Psichiatria e cultura, Enciclopedia Atlantica, European Book, Milano - 1991
- Contrappunti, Roma: Sensibili alle foglie - 1994 ISBN 978-8886323062
- Critica al giudizio psichiatrico, Sensibili alle Foglie - 1994 ISBN 8889883014
- Il giudice e lo psichiatra, collection Volontà di Eleuthera - volume - Delitto e castigo - 1994 ISSN 0392-5013
- (with Alessio Coppola) Il telefono viola. Contro i metodi della psichiatria, Eleuthera - 1995 ISBN 9788885861602
- Pensieri sul suicidio, Eleuthera - 1996 ISBN 88-85861-75-X
- Il pregiudizio psichiatrico, Eleuthera - 1998 EAN 9788885861992
- Le lezioni della mia vita. La medicina, la psichiatria, le istituzioni Spirali - 1999 ISBN 88-7770-536-1
- Pensieri sul suicidio Eleuthera - 2002 EAN 9788885060692
- Il cervello. Atti del congresso internazionale Milano, dal 29 novembre al 1º dicembre 2002 [it contains Antonucci's speech at the congress) Spirali - 2004
- Critica al giudizio psichiatrico, Sensibili alle Foglie - 2005 ISBN 978-8889883013
- Diario dal manicomio. Ricordi e pensieri, Spirali - 2006 ISBN 978-8877707475
- Igiene mentale e libero pensiero. Giudizio e pregiudizio psichiatrici, publication by the association "Umanità nova", Reggio Emilia - October 2007.
- Foucault e l'antipsichiatria. Intervista a Giorgio Antonucci."Diogene Filosofare Oggi" N. 10 - Anno 2008 - Con «IL DOSSIER: 30 anni dalla legge Basaglia»
- Corpo - "Intervista di Augusta Eniti a Giorgio Antonucci", Multiverso" Università degli studi di Udine, n.07 08 ISSN 1826-6010. 2008
- Conversazione con Giorgio Antonucci edited by Erveda Sansi. Critical Book - I quaderni dei saperi critici - Milano 16.04.2010. S.p.A Leoncavallo.
- (with other authors) La libertà sospesa, Fefè editore, Roma - 2012 ISBN 978-88-95988-31-3
- (contributions by Giorgio Antonucci and Ruggero Chinaglia) Della Mediazione by Elisa Ruggiero, Aracne - 2013 ISBN 978-88-548-5716-2

## Bibliography
- Dossier Imola e legge 180, Alberto Bonetti, Dacia Maraini, Giuseppe Favati, Gianni Tadolini, Idea books - Milano 1979.
- Antipsykiatri eller Ikke - Psykiatri, Svend Bach, Edizioni Amalie Copenaghen - 1989
- Atlanti della filosofia. Il pensiero anarchico. Alle radici della libertà. Edizioni Demetra - Colognola ai Colli.Verona - December 1997. ISBN 88-440-0577-8.
- Sanità obbligata, Claudia Benatti, preface by Alex Zanotelli, Macro Edizioni, Diegaro di Cesena - October 2004. ISBN 88-7507-567-0
- Le urla dal silenzio.La paura e i suoi linguaggi, Chiara Gazzola, Interviste, Aliberti Editore, Reggio Emilia - 2006. ISBN 88-7424-129-1
- Il 68 visto dal basso. Esercizi di memoria il '68, Giuseppe Gozzini, Asterios editore Trieste - November 2008. ISBN 9788895146171
- Dentro Fuori: testimonianze di ex-infermieri degli ospedali psichiatrici di Imola, edited by Roberta Giacometti, Bacchilega Editori - 2009. ISBN 978-8888775951
- La parola fine. Diario di un suicidio by Roberta Tatafiore, Rizzoli - April 201. ISBN 978-88-17-03992-5
- La mia mano destra by Donato Salvia, Bonfirraro Editore, Barrafranca-Enna - May 2011 ISBN 978-88-6272-030-4
- La grande festa by Dacia Maraini, Rizzoli - November 2011 - ISBN 978-88-17-05548-2
- L'inganno psichiatrico by Roberto Cestari, Libres s.r.l. Casa Editrice, Milano - May 2012 ISBN 978-88-97936-00-8
- Che cos'è l'Antipsichiatria? - Storia della nascita del movimento di critica alla psichiatria by Francesco Codato Ed. Psiconline, October 2013, ISBN 978-88-98037-27-8
- La Repubblica dei matti by John Foot, Ed. Feltrinelli, November 2014. ISBN 978-88-07-11137-2
- Encyclopedia of Theory and Practice in Psychotherapy and Counseling, José A. Fadul, Lulu Press Inc., London, (ISBN 978-1-312-07836-9)
- The Man Who Closed the Asylums: Franco Basaglia and the Revolution in Mental Health Care, par John Foot, Verso Books, New York, (ISBN 9781781689264)
- Le radici culturali della diagnosi, Pietro Barbetta, Meltemi Editore srl, 2003 ISBN 978-88-8353-223-8
- Giovanni Angioli, "La chiave comune. Esperienze di lavoro presso l'ospedale psichiatrico Luigi Lolli di Imola", ED. La Mandragola Editrice, 11/2016. ISBN 9788875865023